# Mongiana
Mongiana (/monˈʤana/, Mungiana in calabrese) è un comune italiano di 591 abitanti della provincia di Vibo Valentia in Calabria. Sorge alle pendici del monte Pecoraro, sul versante orientale delle Serre calabresi.

## Origini del nome
Il nome è stato preso da un ruscello omonimo che scorreva lungo il suo territorio, sulla Piana Stagliata di Micone al centro di folte selve e deriverebbe dal latino Montis e Janua ovvero Porta della montagna oppure da Montis Janui Monte del dio Giano.

## Storia

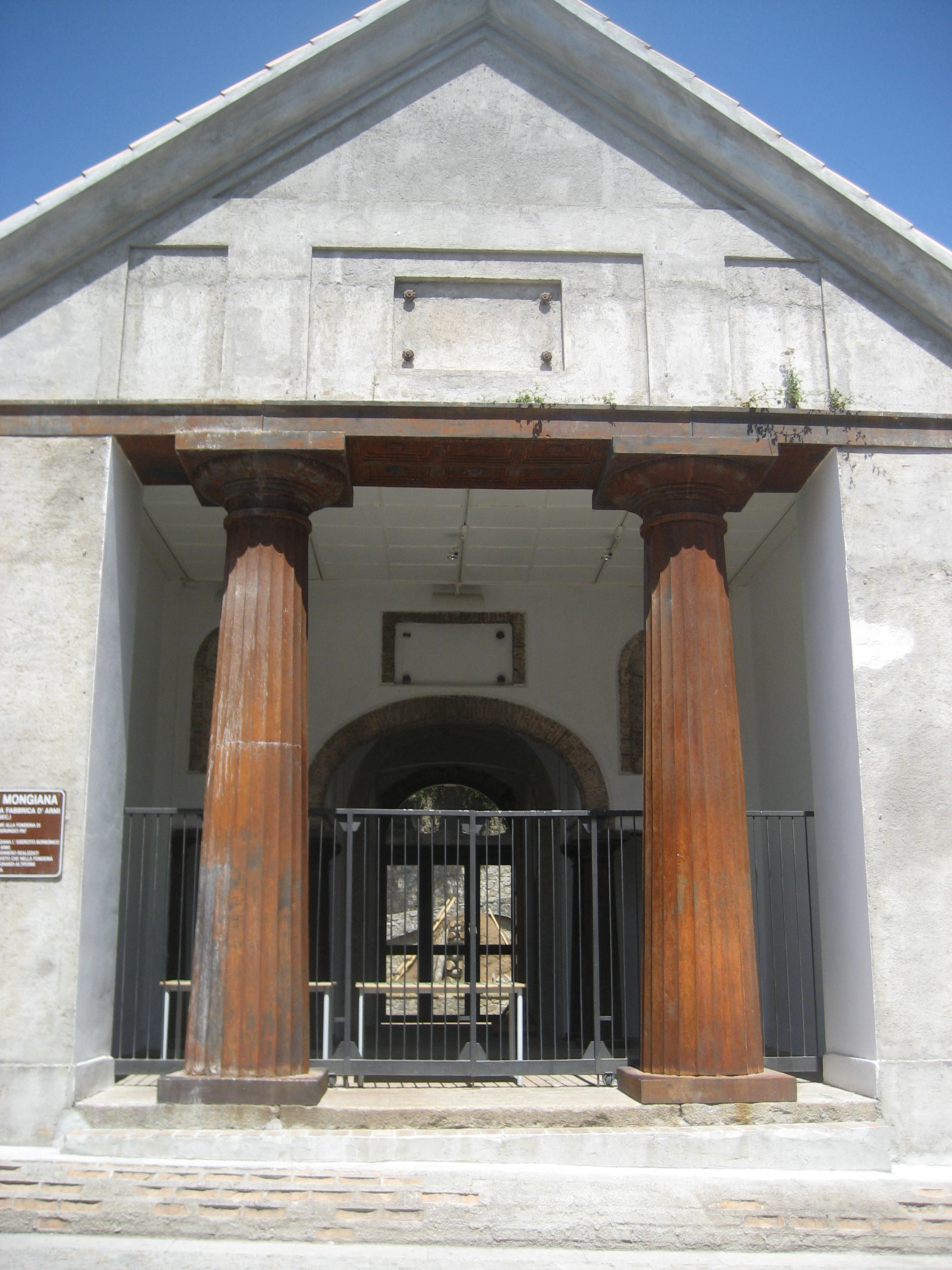
Armeria di Mongiana ora Museo delle reali ferriere borboniche

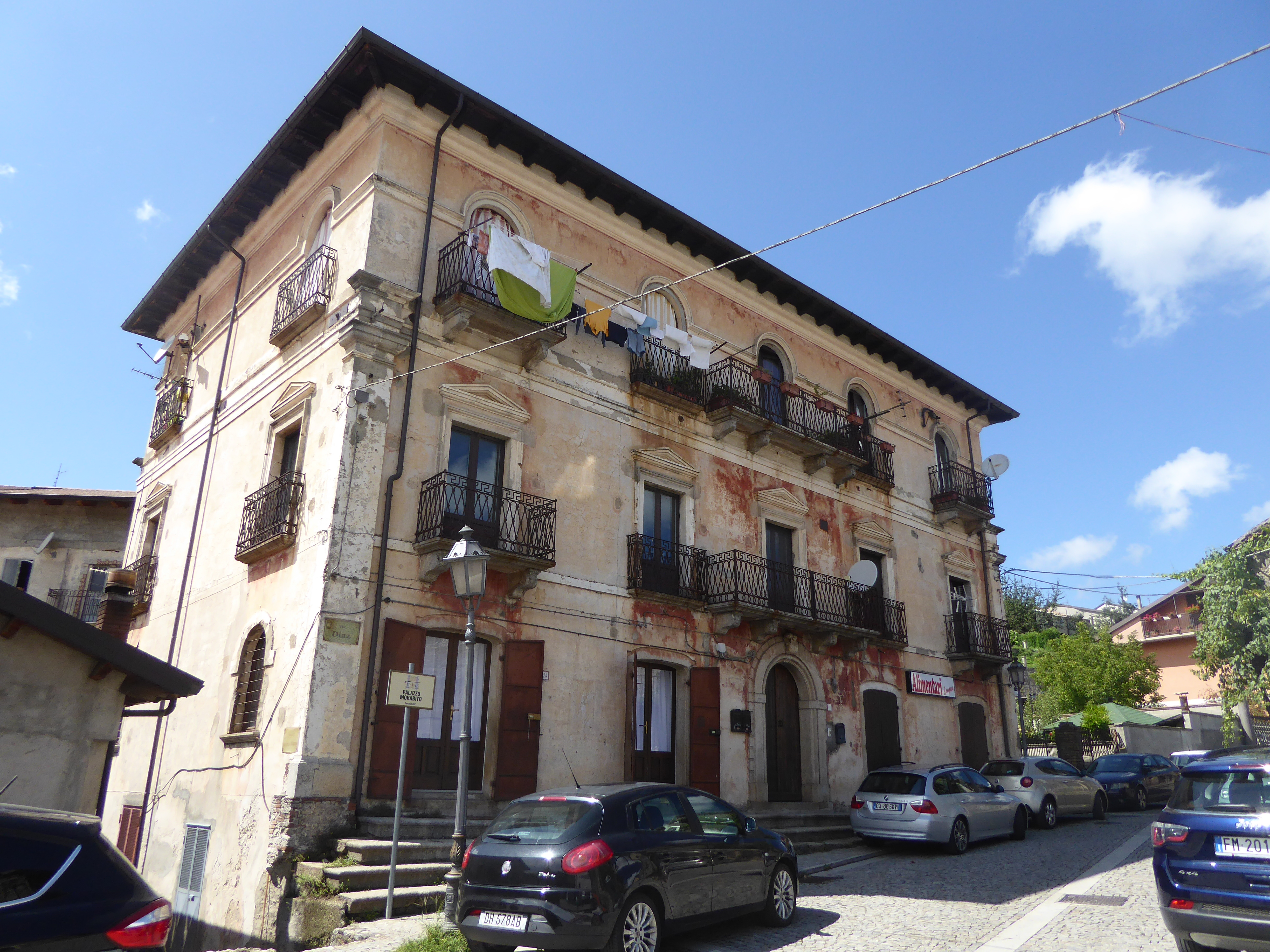
Palazzo Morabito a Mongiana (agosto 2018)

Processione di San Rocco negli anni '60

Le origini del paese, il cui nome deriva da quello di un ruscello che scorreva nella Piana Stagliata di Micone, sono recenti. Il centro abitato fu fondato l'8 marzo 1771 sul colle Cima come residenza per operai, artigiani, impiegati, dirigenti e guarnigioni militari impegnati a svolgere attività produttiva nelle Reali Ferriere e Fabbrica d'Armi impiantatavi dai Borbone. Quest'ultima riusciva ad occupare fino a 2700-2800 persone. A Mongiana tra il 1822 ed il 1829 venne realizzato il primo ponte sospeso in ferro d'Italia: il Ponte sospeso "Real Ferdinando" sul fiume Garigliano, progettato su idea del prof. Carmine Antonio Lippi, e, tra 1832 e 1835, il ponte Maria Cristina sul fiume Calore Irpino, progettato dall'Ingegnere Luigi Giura. Sempre a Mongiana furono costruite le rotaie per la prima ferrovia italiana, la Napoli-Portici. Non solo, tutte le rotaie della linea ferroviaria fino a Bologna sono state fuse e costruite sempre nella reale fabbrica, ormai da tempo sostituite. Inoltre fu costruito il fucile da fanteria modello "Mongiana". Era tanto importante la Fabbrica d'armi di Mongiana che ricevette la visita del re di Napoli Ferdinando II di Borbone: precisamente il 16 e 17 ottobre 1852.
Dopo l'unità d'Italia inizia una rapida decadenza dell'insediamento produttivo.
Abitava a Mongiana il Cavaliere Ferdinando Iorfida che possedeva la patente n. 1 per la Calabria e conduceva una delle prime automobili allora in circolazione di proprietà della famiglia Morabito.
Di recente si è riuscito a recuperare i resti del complesso siderurgico ed a restaurarlo creando un museo.
Il territorio che circonda l'abitato è caratterizzato dalla presenza di rigogliosi boschi.
Nel complesso di Villa Vittoria è presente una stazione del Corpo Forestale dello Stato.

### Simboli
Lo stemma è stato concesso con regio decreto del 23 agosto 1929.
Il gonfalone è un drappo di bianco.

## Società

### Evoluzione demografica
Abitanti censiti

## Cultura

### Musica
A novembre 2024 Eugenio Bennato pubblica la canzone ed il video musicale Mongiana raccontando il suo passato siderurgico.

## Infrastrutture e trasporti
Il comune è interessato dalle seguenti direttrici stradali:
- ex  di Mongiana
- di Monte Cucco e Monte Pecoraro

## Amministrazione
| Periodo        | Periodo        | Primo cittadino                                         | Partito                            | Carica                    | Note   |
| -------------- | -------------- | ------------------------------------------------------- | ---------------------------------- | ------------------------- | ------ |
| 23 aprile 1995 | 13 giugno 1999 | Rosamaria Elena Rullo                                   | lista civica di centro             | sindaco                   |        |
| 13 giugno 1999 | 13 giugno 2004 | Rosamaria Elena Rullo                                   | lista civica                       | sindaco                   |        |
| 13 giugno 2004 | 7 giugno 2009  | Vito Scopacasa                                          | lista civica di centro-sinistra    | sindaco                   |        |
| 7 giugno 2009  | 12 luglio 2012 | Rosamaria Elena Rullo                                   | lista civica                       | sindaco                   |        |
| 12 luglio 2012 | 26 maggio 2014 | Maria Carolina Ippolito Silvana Merenda Gianfranco Ielo |                                    | commissario straordinario | [ 11 ] |
| 26 maggio 2014 | 27 maggio 2019 | Bruno Iorfida                                           | lista civica Bruno Iorfida sindaco | sindaco                   |        |
| 27 maggio 2019 | in carica      | Francesco Angilletta                                    | lista civica Mongiana cangiante    | sindaco                   |        |